# Kuća trgovca Milana Stojanovića
Kuća trgovca Milana Stojanovića je građevina u Nišu, na Trgu Kralja Milana broj 9 i kao deo spomeničke celine ima status spomenika kulture. 

## Istorijat
Građena je oko 1890. godine, što potvrđuje razglednica Trga kralja Milana toga vremena. Bila je u vlasništvu niškog trgovca na veliko, Milana Stojanovića, a sada je u njoj pekara "Branković". U prizemlju su bila tri prodajna prostora. U prvom, bila je agentura Osiguravajućeg društva "Šumadija", u sledećem obućarska radnja, vlasništvo Boška Miljkovića i, na kraju, kolonijalna radnja sa delom za prženje kafe, koju je držao trgovac Petar V. Niku. 
U ovoj kući sa malim balkonom, posle Drugog svetskog rata, nalazio se čuveni mlečni restoran "Zdravljak" mlekare Vidoja Jovanovića. "Zdravljak" je bio nezaobilazna stanica na povratku kući sa popodnevnih šetnji parkom pored Nišave ili Tvrđavom. 

## Arhitektura objekta
Kuća je spratna sa malim balkonom u središnjem delu. Od fasadne profilacije poseduje nešto malo u potkrovlju i natprozornike. Ne poseduje veće arhitektonske vrednosti.